# Bitka kod Askula
Bitka kod Askula (Auskuluma) dogodila se  279. pr. Kr. između Rimljana, s jedne, i  Pira, epirskog kralja i njegovih saveznika, s druge strane. Saveznike vodi Epir, a Rimljane konzul Publije Decije Mus. Ovo je jedna od bitaka za kontrolu provincije Velike Grčke, južnog dijela Italije.

## Stanje vojske
Ovo je druga bitka između rimskih legija i Pirove vojske temeljene na falangama od Aleksandra Velikog. Prema povjesničarima vojske su imale podjednak broj sudionika, oko 40.000 vojnika.

### Rimska vojska
Rimljani su imali brojnije pješaštvo od Pirove vojske. U svom su sastavu imali 4 legije sastavljene od saveznika Dauna i od 20.000 Rimljana. Poučeni iz prijašnje bitke kod Herakleje Rimljani ovaj put imaju oko 300 protuslonovskih sprava. Naime, u toj bitci su Rimljani izgubili upravo u onom trenutku kad su se slonovi uključili u sukob. Rimljani se dotada nikad nisu borili protiv slonova te im se konjica preplašila i pobjegla, a za njima se povuklo i pješaštvo. Zato se sada Rimljani koriste zapaljivim oružjima, loncima s vatrom, vojnicima koji galame i bacaju koplja na slonove te specijalnim kolima s dugim šiljcima kojim su se slonovi teško ranjavali.

### Pirova vojska
Pir na bojno polje dolazi s makedonskim pješaštvom i konjicom, svojom vojskom, grčkim plaćenicima, savezničkim Grcima iz Italije te samnitskom pješadijom i konjicom. Pirova vojska imala je više konjice te 20 slonova, a brojnost rimske pješadije pokušao je neutralizirati svojom falangom.

## Bitka
Bitka se vodila dva dana. Obje konjice su vojsku postavile na krila, a pješaštvo smjestile u središte, kako je tada bilo "normalno" postaviti. Pir je svoju elitnu konjicu smjestio u rezervu iza pješadije u središtu. Ti odredi su bili pod njegovim osobnim zapovjedništvom. Slonovi su također bili u rezervi.

### Prvi dan bitke
Prvog su dana Pirovu konjicu i slonove sprječavali nepovoljan teren šume i brda, dok su se Rimljani hrabro borili s njegovim falangama. U tijeku bitke, Makedonci razbijaju prvu rimsku legiju s latinskim saveznicima na njihovom lijevom krilu. Međutim, rimske treća i četvrta legija pobjeđuju Tarentince, Oske i središte vojske sastavljeno od Epirana. Dauni se probijaju i napadaju Pirov logor, pa Pir na njih šalje elitnu konjicu i slonove kako bi ih otjerao. Kad je Pir odbio Daune, šalje konjicu i slonove na treću i četvrtu legiju koja se povlači u šumu. Pir ih pokušava istjerati, ali pada mrak i obje se vojske povlače.

### Drugi dan bitke
Sljedeće jutro Pir je s vojskom izašao ranije i zauzeo onaj teren koji mu je prethodni dan nanosio mnogo problema. Rimljani su tim potezom bili prisiljeni na otvorenu bitku "prsa o prsa". Rimske legije i Pirova falanga vode ravnopravnu, krvavu bitku čija se ravnopravnost narušava kad se u sukob ponovno uključuju slonovi. Rimska protuobrana bila je eliminirana od Pirovih strijelaca. Pir predvodi konačni napad konjicom i tjera Rimljane u njihov logor.

## Pirova pobjeda
Rimljani su u ova dva dana izgubili oko 6000 vojnika, a Pir oko 3500, ali je među tih 3500 bilo dosta visokopozicioniranih časnika. Pobjeda ga je jaku puno koštala pa je prema tome postala i sinonim za nekorisnu pobjedu. Poslije te bitke, Pir je rekao rečenicu kojom će ući u povijest, "'Još jedna ovakva pobjeda i izgubio sam."